# حضض روسي
حُضَض روسي أو عُرْقُد روسي نبات مزهر قد يُسمى شوكة الصندوق الروسي في الغرب. هو نوع من النباتات المزهرة في فصيلة الباذنجان التي يمكن العثور عليها في آسيا الوسطى، والجزء الجنوبي من روسيا، في جميع أنحاء شمال غرب الصين، شمال الهند وباكستان.

## الوصف
وهي جنبة من الحضض تعلو نحو مترين. أوراقها مستطيلة ضيقة شبه خيطية. أزهارها وردية كبيرة القد. ثمارها سود بحجم الحمص. إزهرارها يستمر من أيار إلى تموز.